# 船橋市立薬円台小学校
船橋市立薬円台小学校（ふなばししりつ やくえんだいしょうがっこう）は、千葉県船橋市薬円台四丁目にある公立小学校。

## 概要
船橋市の東部（旧二宮町）で2番目に創立した小学校。旧称は千葉郡二宮町立二宮第二小学校。通称は「薬小」（やくしょう）。

## 沿革
- 1873年（明治6年） - 千葉郡薬園台高幢庵に正伯尋常小学校が開校。
- 1890年（明治22年） - 市町村制施行により二宮村が成立する。
- 1889年（明治32年） - 正伯尋常小学校が千葉郡二宮高等小学校（現：船橋市立二宮小学校）に編入。
- 1928年（昭和3年） - 町制により、二宮町が成立する。
- 1947年（昭和22年） - 旧東部軍管区教育隊兵舎（現：薬円台公園）に二宮小学校薬園台分校が開設。
- 1950年（昭和25年） - 児童数762名、職員数23名で、二宮町立二宮第二小学校として開校。
- 1953年（昭和28年） - 二宮町が船橋市に合併され、船橋市立薬園台小学校と改名される。
- 1960年（昭和35年） - 三山小学校が開校し、226名を分離。
- 1961年（昭和36年） - 高根台第一小学校が開校。20名を分離。
- 1967年（昭和42年） - 習志野台第一小学校が開校し、198名を分離。
- 1968年（昭和43年） - 高郷小学校が開校し、111名を分離。
- 1969年（昭和44年） - 飯山満小学校が開校し、141名を分離。
- 1970年（昭和45年） - 習志野台第二小学校が開校し、52名を分離。
- 1972年（昭和47年） - 児童数2,085名。船橋市一のマンモス校となる。薬円台小学校と改名される。
- 1974年（昭和49年） - 児童数2,328名。千葉県一のマンモス校となる。薬円台南小学校が開校し、816名が分離。
- 1980年（昭和55年） - 七林小学校が開校し、488名を分離。

## 主な卒業生
- 野田佳彦（第95代総理大臣）
- 寺田恵子 (SHOW-YA)
- 岩田明子 (ジャーナリスト)

## 交通アクセス
- 京成松戸線習志野駅下車 徒歩5分
- 京成バス・ちばレインボーバス薬円台二丁目バス停より徒歩5分。